# 에이펙스 레전드
《에이펙스 레전드》(Apex Legends)는 리스폰 엔터테인먼트가 개발하고 일렉트로닉 아츠가 배급한 부분 유료화 배틀로얄 게임이다. 어떠한 사전 발표나 마케팅 없이 2014년 2월 4일 윈도우, 플레이스테이션 4, 엑스박스 원용으로 출시되었다. 이 게임은 현재 시즌 17에 위치한다.
게임에 대한 작업은 2016년 말, 2017년 초 즈음에 시작되었으나 프로젝트는 런칭 시까지 비밀로 부쳐졌다. 이 게임은 2019년에 깜짝 출시되었으며 그 당시까지 리스폰 엔터테인먼트는 스튜디오의 이전 메이저 타이틀인 타이탄폴 프랜차이즈의 3번째 게임을 준비하고 있었다.

## 평가
에이펙스 레전드는 게임플레이, 진행 시스템, 다양한 장르의 요소 결합 면에서 비평가들로부터 대체적으로 긍정적인 평가를 받았다. 일부는 전년에 큰 인기를 모았던 비슷한 게임인 포트나이트 배틀로얄의 경쟁작으로 간주하였다.